# Caenis antelucana
Caenis antelucana è una specie di Efemerotteri della famiglia Caenidae. Il nome scientifico è stato validamente pubblicato per la prima volta nel 1990 da Malzacher.
Vive nell'ecozona afrotropicale.